# Stylogyne turbacensis
Stylogyne turbacensis är en viveväxtart. Stylogyne turbacensis ingår i släktet Stylogyne och familjen viveväxter.

## Underarter
Arten delas in i följande underarter:
- S. t. laevis
- S. t. turbacensis